# Kentrika Tzoumerka
Kentrika Tzoumerka (Grieks: Κεντρικά Τζουμέρκα) is sedert 2011 een fusiegemeente (dimos) in de Griekse bestuurlijke regio (periferia) Epirus.
De vier deelgemeenten (dimotiki enotita) zijn:
- Agnanta (Άγναντα)
- Athamania (Αθαμανία)
- Melissourgoi (Μελισσουργοί)
- Theodoriana (Θεοδώριανα)